# Ato de Longitude
O Ato de Longitude ou Lei da Longitude de 1714 foi uma Lei do Parlamento da Grã-Bretanha aprovada em julho de 1714 no final do reinado da rainha Ana. Estabeleceu o Conselho de Longitude e ofereceu recompensas monetárias (Prêmio Longitude) para quem pudesse encontrar um método simples e prático para a determinação precisa da longitude de um navio. A Lei de 1714 foi seguida por uma série de outras Leis de Longitude que revisaram ou substituíram o original.

## Litura adicional
- Alexi Baker (July 2013), Longitude Acts, Board of Longitude project, University of Cambridge Digital Library
- Image of the original act from the Parliamentary Archives